# تک‌آهنگ آغازین
تک‌آهنگ آغازین (به انگلیسی: Lead single؛ لید سینگل) نخستین تک‌آهنگ از یک آلبوم استودیویی است که توسط یک خواننده یا گروه موسیقی و معمولاً پیش از انتشار آلبوم منتشر می‌شود.